# Parafia Imienia Jezus w Grudziądzu
Parafia Imienia Jezus w Grudziądzu – parafia Kościoła Polskokatolickiego w RP, położona w dekanacie pomorsko-warmińskim diecezji warszawskiej.

## Historia
Parafia polskokatolicka (ówcześnie kościół ten nazywał się Polskim Narodowym Kościołem Katolickim) w Grudziądzu powstała w lutym 1925. Jej założycielem i pierwszym proboszczem był ks. Stanisław Zawadzki. Około 1930 należała do największych w kraju, lecz nie posiadała własnej siedziby. Proboszczem był ks. Aleksy Hajduk. Przy ul. Kalinkowej założono cmentarz, formalnie mający status komunalnego (niezachowany). Członków nieuznawanego przez państwo Kościoła spotykały szykany zarówno prawne, ze strony władz, jak i demonstracyjna niechęć ludności rzymskokatolickiej. Podczas okupacji niemieckiej wszelka działalność była zakazana, proboszcz ks. Jerzy Czerwiński został aresztowany.
W latach 1947–1958 parafia zajmowała poewangelicki kościół Niepokalanego Serca NMP. Od 1958 parafia funkcjonowała w kaplicy przy ulicy Kazimierza Pułaskiego (budynek otrzymano po niemieckojęzycznym zborze baptystów). 
Później budynek został opuszczony i znajdował się w złym stanie technicznym. 12 maja 2018 w wyniku obfitych opadów deszczu runął jego dach. Obiekt został następnie częściowo wyburzony.
W latach 1968–2006 proboszczem parafii był ks. Henryk Nowaczyk (1935-2006). Następnie probostwo objął ks. dziek. dr Tadeusz Urban (1953-2018) z parafii polskokatolickiej  w Bydgoszczy. Obecnie duszpasterstwo prowadzi ks. dziek. prof. dr hab. Mirosław Michalski z parafii Narodzenia Najświętszej Maryi Panny w Toruniu.